# Léon Bloy
Léon Henri Marie Bloy (11 de julio de 1846-3 de noviembre de 1917) fue un novelista, ensayista,  panfletista y poeta francés. Su obra refleja una devoción profunda hacia la Iglesia católica y una búsqueda del Absoluto.

## Biografía

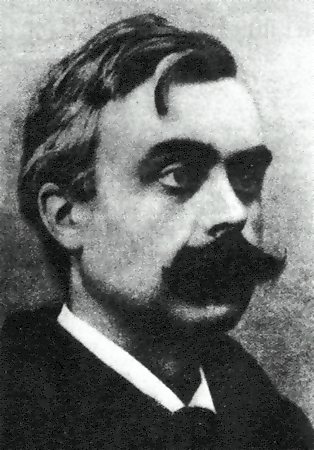
Bloy en 1887

Bloy nació en Notre-Dame-de-Sanilhac, en el distrito de Périgueux, Dordoña. Fue el segundo de los seis hijos del librepensador volteriano Jean-Baptiste Bloy, estricto y severo, y su esposa de raíces españolas Anne-Marie Carreau, la piadosa hija católica de un soldado de Napoleón. Tras una juventud agnóstica e infeliz, en la que cultivó un odio intenso hacia la Iglesia católica y sus enseñanzas, su padre le consiguió un trabajo en París, hacia donde fue en 1864. En diciembre de 1868, conoció al anciano escritor católico Barbey d'Aurevilly, quien vivía frente a su casa, en la calle Rousselet; se convirtió en su mentor. Poco tiempo después, pasó por una conversión religiosa dramática.
Bloy era amigo del escritor Joris-Karl Huysmans, del pintor Georges Rouault y de los filósofos Jacques y Raïssa Maritain y tuvo un rol importante a la hora de reconciliar a dichos intelectuales con el catolicismo. En la Francia del siglo XIX era común el anticristianismo. Sin embargo, pronto adquirió una reputación de intolerante debido a sus frecuentes ataques de mal genio. Por ejemplo, en 1885, tras la muerte de Víctor Hugo, a quien Bloy consideraba ateo, hizo referencia a su «senilidad», «avaricia» e «hipocresía». Con su primera novela, Le Désespéré —en español, El desesperado—, un ataque feroz al racionalismo y a aquellos que consideraba asociados a él, quedó relegado de la comunidad literaria de su tiempo y de sus antiguos amigos. Pronto, Bloy se enemistó con autores prestigiosos como Émile Zola, Guy de Maupassant, Ernest Renan, Alphonse Daudet, Huysmans, Paul Bourget y Anatole France. Además de sus obras publicadas, dejó una voluminosa correspondencia con figuras públicas y de la literatura. Murió en Bourg-la-Reine el 3 de noviembre de 1917.

## Críticas
Bloy era famoso por sus ataques personales, que veía como la misericordia o la indignación de Dios. Según Jacques Maritain, solía decir: «Mi ira es la efervescencia de mi piedad». Entre los muchos blancos de las críticas de Bloy se cuentan los hombres de negocios. En un ensayo dentro de Peregrino de lo Absoluto, compara desfavorablemente a los hombres de negocios de Chicago con la gente culta de París: «"En París uno tiene la Sainte-Chapelle y el Louvre, es suficiente, pero en Chicago matamos ocho mil cerdos por día..." El hombre que dice esto es en verdad un hombre de negocios».

## Nuestra Señora de La Salette
Inspirado por el visionario milenarista Eugene Vintras y los informes sobre una aparición en La Salette —Nuestra Señora de La Salette— Bloy se convenció de que el mensaje de la Virgen era que si la gente no se convertía, el final sería inminente. Fue particularmente crítico de la atención que la gente le concedió al santuario de Lourdes y mencionó que distraía a la gente del mensaje menos sentimental de La Salette.

## Repercusión
Bloy es citado en el epígrafe al comienzo de la novela de Graham Greene The End of the Affair, traducida en español como El fin de la aventura: «El hombre tiene lugares en su corazón que todavía no existen y para que puedan existir entra en ellos el dolor». También aparece en el ensayo «El espejo de los enigmas» del escritor argentino Jorge Luis Borges, quien reconoce su deuda hacia él al mencionarlo en el prólogo de Artificios y confiesa que es uno de los siete autores que «forman el censo heterogéneo de los autores que continuamente releo». En su novela El arpa y la sombra, Alejo Carpentier toma la obra de Bloy acerca de Cristóbal Colón Le révélateur du Globe y extrae citas de allí para criticar a dicha figura histórica y a la vez, al escritor francés. Bloy también aparece citado al comienzo de la novela de John Irving A Prayer for Owen Meany —traducido por Oración por Owen—, en el acápite: «Todo cristiano que no es un héroe es un cerdo». Le Désespéré se reeditó en 2005 a través de Editions Underbahn con un prefacio de Maurice G. Dantec. En Chile, el historiador Jaime Eyzaguirre se vio influenciado por la obra de Bloy. En la novela Sumisión (2015) de Michel Houellebecq se puede observar la influencia de Bloy en el siglo XXI y en los académicos franceses.
Según el historiador John Connelly, la obra de Bloy Le Salut par les Juifs —traducido como La salvación por los judíos—, con su interpretación apocalíptica y radical de los capítulos 9-11 de la Epístola a los Romanos de Pablo, tuvo una gran influencia en los teólogos del Concilio Vaticano II, sobre todo en la declaración Nostra aetate, la base doctrinal para un cambio fundamental en la actitud de la Iglesia católica hacia los judíos. En 2013, el papa Francisco sorprendió a muchos al citar a Bloy en su primera homilía como papa.

## Obras editadas en español
- Bloy, Léon (2008). De un experto en demoliciones: críticas para Le chat noir. Editorial Berenice, 2014. (Traducción de Teresa Lenero). ISBN 978-84-154416-2-5.
- Bloy, Léon (2008). Cartas a mi novia. Editorial Nuevo Inicio, 2008. (Traducción, prólogo y notas de Manuel Ballester). ISBN 978-84-934760-6-9.
- Bloy, Léon (2008). La mujer pobre. Editorial Alfama, 2008. (Traducción, prólogo y notas de Carlos Cámara y Miguel Ángel Frontán). ISBN 978-84-936662-8-6.
- Bloy, Léon (2007). Diarios. El Acantilado. ISBN 978-84-96489-93-6.
- Bloy, Léon (2007). Exégesis de los lugares comunes. El Acantilado. ISBN 978-84-96489-82-0.
- Bloy, Léon (2006). En tinieblas. El Cobre Ediciones. ISBN 978-84-96501-18-8.
- Bloy, Léon (2006). Historias impertinentes. Menoscuarto Ediciones. ISBN 978-84-934653-1-5.
- Bloy, Léon (2002). Cuentos de guerra. El Cobre Ediciones. ISBN 978-84-96095-01-4.
- Bloy, Léon (1998). Mis diarios: extractos. Baltar & Asociados, Gestores de Comunicación. ISBN 978-84-87789-85-4.
- Bloy, Léon (1991). Cuentos descorteses. Ediciones Siruela. ISBN 978-84-85876-10-5.
- Bloy, Léon (1987). La salvación por los judíos. Hyspamerica Ediciones Argentina. ISBN 978-84-85471-97-3.
- Bloy, Léon (1986). El alma de Napoleón. Fondo de Cultura Económica.
- Bloy, Léon (1971). La sangre del pobre. Zero. ISBN 978-84-317-0214-4.
- Bloy, Léon (1960). Cartas a sus ahijados. Editorial Desclée de Brouwer. ISBN 978-84-330-0200-6.
- Bloy, Léon (1950). La puerta de los humildes: diario del autor, 1915-1917. Editorial Mundo Moderno.
- Bloy, Léon (1949). En el umbral del apocalipsis: diario del autor 1913-1915. Editorial Mundo Moderno.
- Bloy, Léon (1947). El viejo de la montaña: diario del autor, 1907-1910. Editorial Mundo Moderno.
- Bloy, Léon (1947). El invendible: diario del autor. Editorial Mundo Moderno.
- Bloy, Léon (1947). Mi diario: diario del autor, 1896-1900. Editorial Mundo Moderno.
- Bloy, Léon (1947). La que llora (Nuestra Señora de la Salette). Editorial Mundo Moderno.
- Bloy, Léon (1946). El simbolismo de la aparición, 1879-1880. Editorial Mundo Moderno.
- Bloy, Léon (1946). Cartas a Verónica. Ediciones Siglo Veinte. ISBN 978-84-317-0029-4.
- Bloy, Léon (1945). Páginas escogidas. Zig Zag.
- Bloy, Léon (1945). El desesperado. Ediciones Siglo Veinte.